# Motala ström
Il Motala ström (traducibile come "fiume Motala") è un corso d'acqua della Svezia centrale, nella contea di Östergötland, emissario del lago Vättern a 88 metri s.l.m., che raggiunge il mare nei pressi di Norrköping. Il nome deriva dalla città di Motala, sul lago Vättern, dove il fiume ha origine.
Parallelamente al fiume, nel XIX secolo è stato costruito il canale di Göta, che collega i laghi Vänern e Vättern al mar Baltico.